# NGC 4639
NGC 4639 é uma galáxia espiral barrada (SBbc) localizada na direcção da constelação de Virgo. Possui uma declinação de +13° 15' 26" e uma ascensão recta de 12 horas, 42 minutos e 52,3 segundos.
A galáxia NGC 4639 foi descoberta em 12 de Abril de 1784 por William Herschel.